# Johann Heinrich von Mädler
Johann Heinrich von Mädler (ur. 29 maja 1794 w Berlinie, zm. 14 marca 1874 w Hanowerze) – niemiecki astronom, który opublikował (z Wilhelmem Beerem) najbardziej kompletną w I połowie XIX w. mapę Księżyca.
Mappa Selenographica (1834-36) była pierwszą mapą podzieloną na kwadranty i pozostała niedościgniona do czasu opublikowania w 1878 roku mapy J.F. Juliusa Schmidta. W 1837 roku wydano suplement do Mappa Selenographica zawierający mikrometryczne pomiary średnicy 148 kraterów i wysokości 830 gór na powierzchni Księżyca. Mädler i Beer współpracowali przy wydaniu (1830) pierwszej systematycznej mapy cech powierzchni Marsa.
W 1840 Mädler został dyrektorem obserwatorium w Dorpacie (obecnie Uniwersytet w Tartu), zastępując Fryderyka Wilhelma Struve, który przeniósł się do Obserwatorium w Pułkowie. Kontynuował obserwacje gwiazd podwójnych Struvego. Pozostał w Tartu do przejścia na emeryturę w 1865, po czym wrócił do Niemiec.
W 1864 zaproponował reformę kalendarza dla Rosji: po opuszczeniu 12 dni w celu dostosowania do kalendarza gregoriańskiego, rok przestępny w 1900 oraz kolejne co 128 lat (2028, 2156 itd.) byłyby zwykłe. Dałoby to rok średniej długości 365 dni, 5 godzin, 48 minut, 45 sekund, co jest bardzo bliskie średniej długości roku zwrotnikowego.